# Jerónimo Lagos Lisboa
Jerónimo Lagos Lisboa (San Javier de Loncomilla, 1883 - 1958) fue un poeta chileno.

## Biografía
Hijo del comerciante Jerónimo Lagos y de Elena Lisboa, se crio en San Javier, en la región del Maule, al igual que su hermana menor Laura Elena, nacida en la misma ciudad 10 años más tarde (10.07.1893).
Estudió en Talca en el actual Liceo Abate Molina y en Valparaíso. trabajó en la Compañía Estañífera boliviana (1906-1907), en la administración de San Javier (1907-1911), en la Compañía Chilena de Fósforos (1911-1915) y como empresario. En la primera ciudad, donde vivió un tiempo, formó parte del círculo que había en torno al crítico Domingo Melfi, quien fue el primer presidente de la Sociedad de Escritores (SECH).
Fue distinguido en dos ocasiones con el Premio Municipal de Literatura de Santiago: en 1937 por su poemario Tiempo ausente y en 1945 por La pequeña lumbre. Durante muchos años fue tesorero de la SECH, organización que presidió entre 1941 y 1943, periodo en el cual se logró instituir el Premio Nacional de Literatura de Chile (1942). 
El parque comunal de San Javier —donde se encuentra la casa del poeta— y uno de los colegios municipales han sido bautizados en su honor. 

## Obras
- Yo iba solo, Imprenta Universitaria, Santiago, 1915
- Tiempo ausente, editorial Nascimento, Santiago, 1937
- La pequeña lumbre, Sociedad de Escritores de Chile, Santiago, 1945